# Pentaspadon
Pentaspadon é um género botânico pertencente à família Anacardiaceae.